# Giovanni Vescovi

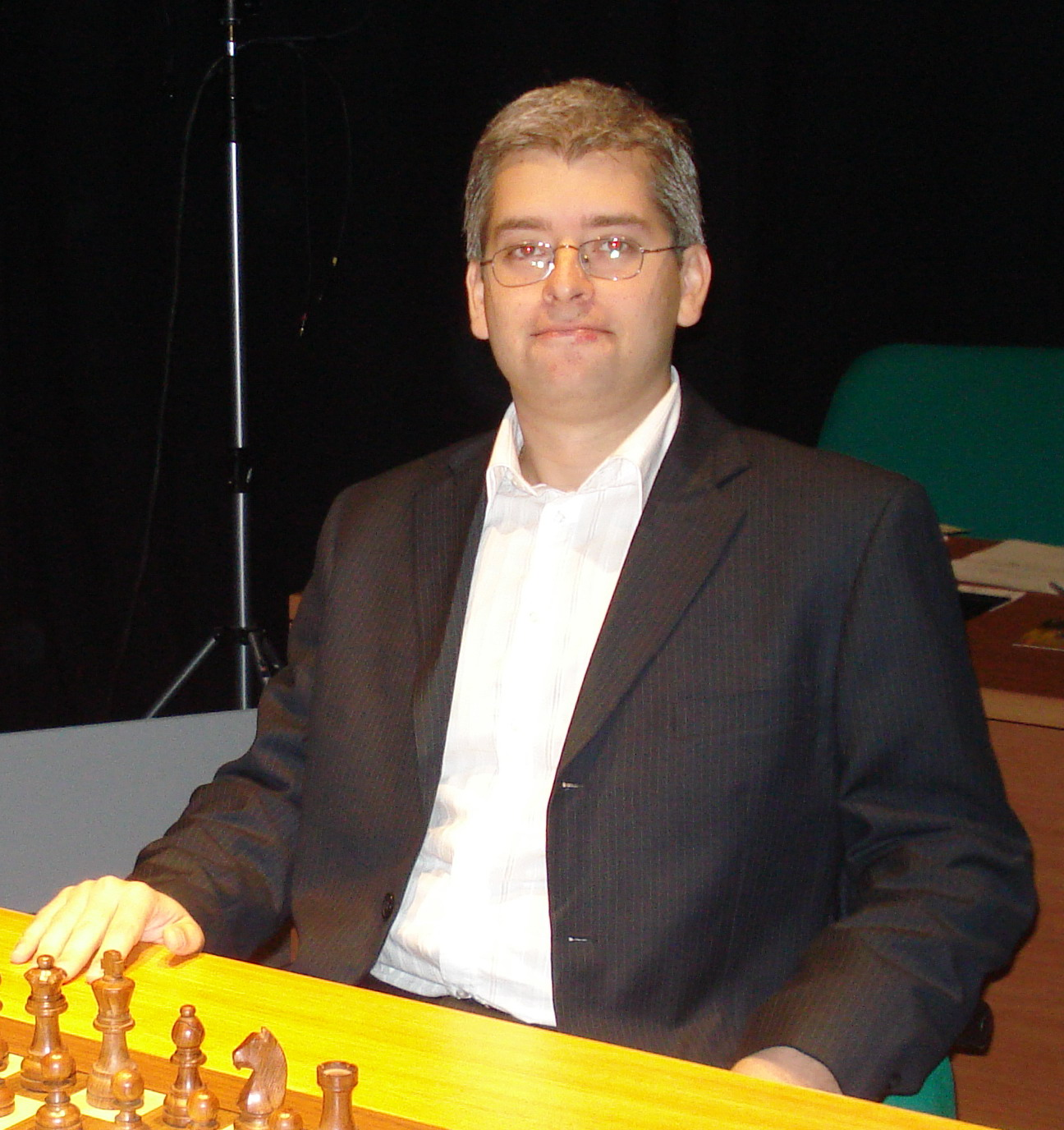
Giovanni Vescovi, Linares 2008

Giovanni Vescovi (14 juni 1978) is een Braziliaans schaker met FIDE-rating 2606 in 2017. Hij is sinds 1998 een grootmeester (GM). Hij was 7 keer kampioen van Brazilië.

## Resultaten
Op driejarige leeftijd leerde hij schaken en toen hij acht jaar oud was, nam hij als lid van Club Athlético Paulistano deel aan toernooien.
Vescovi won 11 keer een jeugdkampioenschap van Brazilië: categorie tot 10 jaar (1987, 1988), cat. tot 12 jaar (1989, 1990), cat. tot 14 jaar (1989, 1991), cat. tot 16 jaar (1990, 1994), cat. tot 18 jaar (1991, 1996), cat. tot 20 jaar (1992). In 1987 werd hij tweede bij het wereldkampioenschap voor jeugd tot 10 jaar in San Juan. Hij won vijf keer een jeugdkampioenschap van het Amerikaanse continent: cat. tot 12 jaar (1990), cat. tot 16 jaar (1993), cat. tot 18 jaar (1994), cat. tot 20 jaar (1993, 1998). In 1993 werd hij Braziliaans kampioen blitzschaak en kampioen met een jeugdschaakteam. Eveneens in 1993 werd hij in Bratislava derde bij de wereldjeugdkampioenschappen in de categorie tot 16 jaar. In 1994 werd hij in Matinhos derde bij het wereldkampioenschap voor junioren tot 20 jaar. In 1995 won hij het Open toernooi in het Tsjechische Zlín. Hij was 7 keer kampioen van Brazilië: in 1999, 2000, 2001, 2006, 2007, 2009 en 2010.
In 1993 werd hij Internationaal Meester (IM), in 1998 grootmeester.
In 2001 won hij in São Paulo het schaakkampioenschap van Zuid-Amerika (FIDE 2.4 Zonal). Hij won drie keer het toernooi van Bermuda: in 2002, 2003 (categorie 15) en 2004 (categorie 18). Bij het FIDE Wereldkampioenschap schaken 2002 werd hij in ronde 2 uitgeschakeld door Veselin Topalov. In 2003 werd hij met Alexander Goldin gedeeld eerste in het kampioenschap van het Amerikaanse continent in Buenos Aires (2e na tiebreak). Hiermee kwalificeerde hij zich voor het FIDE Wereldkampioenschap schaken in 2004, waar hij in eerste ronde werd uitgeschakeld door de Azerbeidzjaanse grootmeester Gadir Guseinov.
In het Wereldkampioenschap van 2005 werd Vescovi in de tweede ronde uitgeschakeld door Pendyala Harikrishna. Hij won het internationale toernooi in Sao Paulo in 2005 en 2006. In augustus 2005 werd in Buenos Aires met 152 deelnemers het Kampioenschap Amerikaans Continent gehouden dat met 8.5 pt. uit 11 door Lazaro Bruzon gewonnen werd; Vescovi eindigde met 8 punten op een gedeelde tweede plaats. Hij werd in 2008 kampioen van Ibero-Amerika, in Linares.
In februari 2015 was hij vierde op Braziliaanse Elo-ranglijst, met een rating van 2606. Omdat hij sinds de Schaakolympiade van 2012 in Istanboel geen aan rating onderhevige partij meer heeft gespeeld, is hij aangemerkt als 'inactief'.

## Partij
|   | ↓ diagram 1: stelling na 23... Tc4 |    |    |    |    |    |    |    |
| 8 |                                    |    |    |    |    |    | kd |    |
| 7 | pd                                 | bd |    |    | qd |    |    | pd |
| 6 | nd                                 | pd |    |    |    |    |    |    |
| 5 |                                    |    |    | pd |    |    | pd | nl |
| 4 |                                    |    | rd | pl | pd |    |    |    |
| 3 |                                    |    |    |    |    |    | pl |    |
| 2 | pl                                 | ql |    |    | pl | pl | bl | pl |
| 1 |                                    |    |    | rl |    |    | kl |    |
|   | a                                  | b  | c  | d  | e  | f  | g  | h  |

Giovanni Vescovi (2490) vs Michael Bezold (2500), Mermaid Beach Club, Bermuda, 1997, 6e ronde, Hollandse verdediging (A81):
1. d4 d5 2. Pf3 e6 3. g3 f5 4. Lg2 Pf6 5. b3 c6 6. O-O b6 7. c4 Lb7 8. Dc2 Pa6 9. La3 Lxa3 10. Pxa3 De7 11. Db2 O-O 12. Tac1 Tac8 13. Pb1 Tfd8 14. Pbd2 c5 15. Tfd1 Tc7 16. cxd5 exd5 17. Pe5 Pe4 18. Pd3 Tdc8 19. Pf4 g5 20. Pxe4 fxe4 21. Ph5 c4 22. bxc4 Txc4 23. Txc4 Txc4 (diagram 1) 24. Lxe4 dxe4 25. d5 Tc8 26. d6 Df7 27. d7 Td8 28. Pf6+ Kf8 (diagram 2)
29. Pxh7+ Kg8 (29... Dxh7 30. Df6+ Df7 31. Dxd8+) 30. Pf6+ Kf8 31. De5 Pc5 32. Ph7+ Kg8 33. Dxg5+ Kxh7 34. Dxd8 Pd3 1-0

## Nationaal team
In 1998 speelde hij aan bord 1 bij het wereldkampioenschap schaken voor juniorenteams, categorie tot 20 jaar, in Rio de Janeiro; hij won de gouden medaille met zijn score 5.5 pt. uit 6 (91,7%).
Vescovi nam met het Braziliaanse team deel aan de Schaakolympiade in 1994, 1998, 2000, 2002, 2006 en 2012. In 1996 was hij reservespeler, hij werd niet ingezet. Bij het Wereldkampioenschap schaken voor landenteams in 2010 speelde hij aan bord 1 van het Braziliaanse team. Ook nam hij met het Braziliaanse team deel aan drie teamkampioenschappen van het Amerikaanse continent; hierbij won zijn team het kampioenschap in 2009, na in 1995 derde en in 2000 tweede te zijn geworden.

## Overig
Vescovi woont in São Paulo en heeft twee zonen. In 2003 richtte hij het Equilibrium Empreendimentos Sócio-Culturais Ltda op, dat erin slaagde schakers zoals Karpov en Anand naar Brazilië te halen. In 2004 vertaalde hij voor de Braziliaanse uitgever Editora Solis Kasparovs meerbandige boekwerk Meine großen Vorkämpfer. Hij is afgestudeerd als jurist aan de privé-universiteit Universidade Estadual Paulista in São Paulo en is prominent lid van de Association of Chess Professionals (ACP).